# Hybanthus
Hybanthus är ett släkte av violväxter. Hybanthus ingår i familjen violväxter.

## Bildgalleri

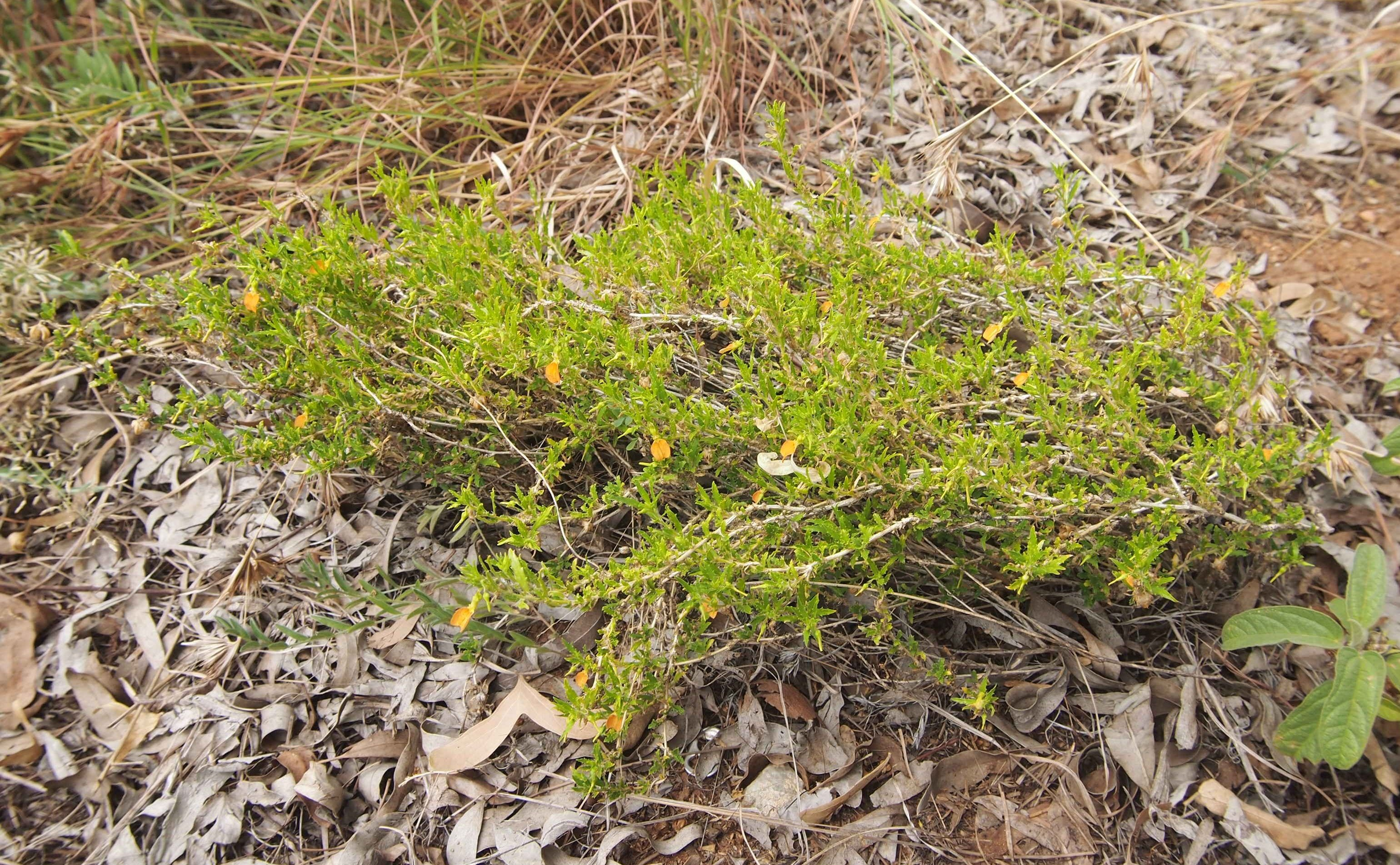
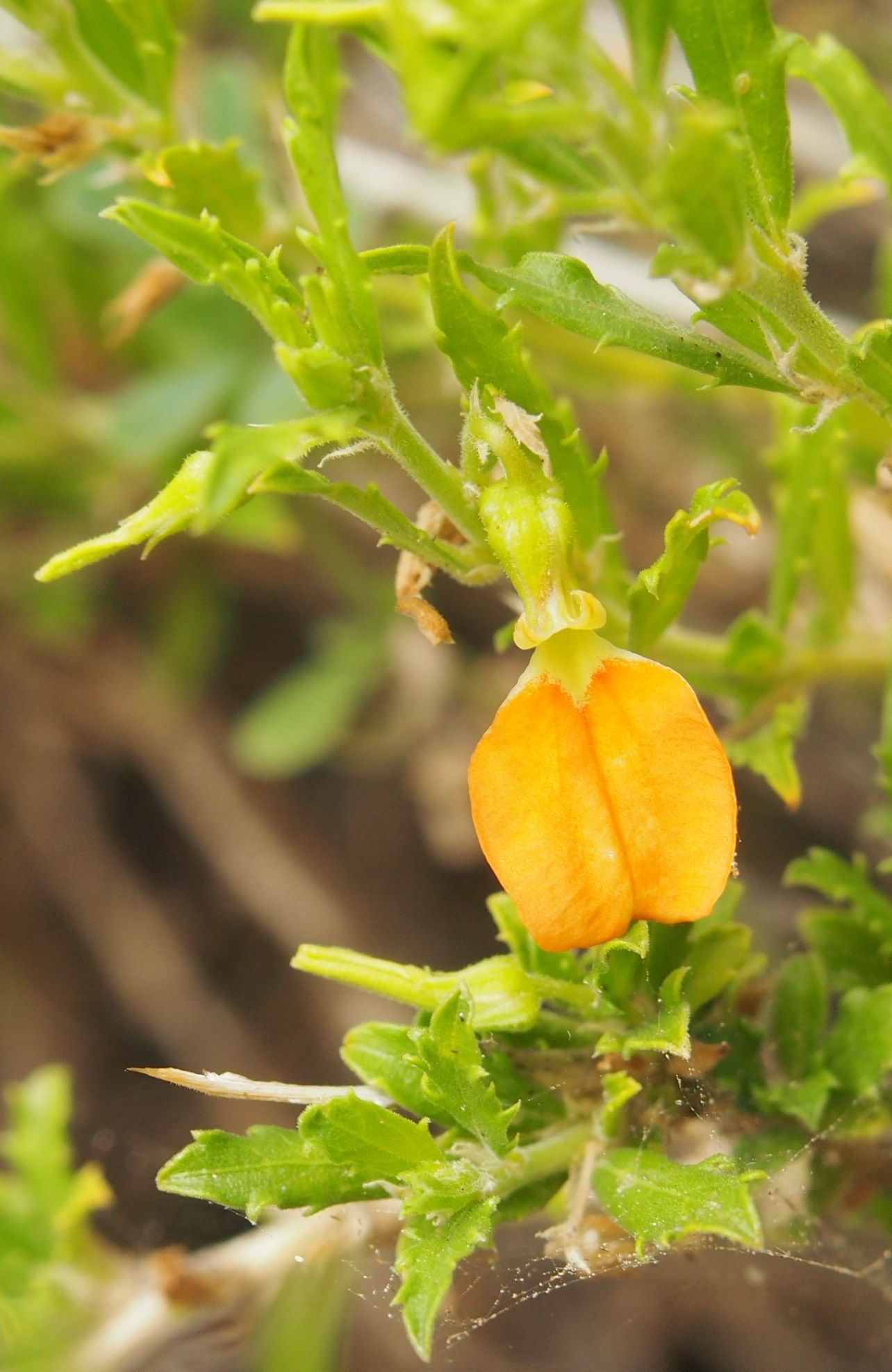
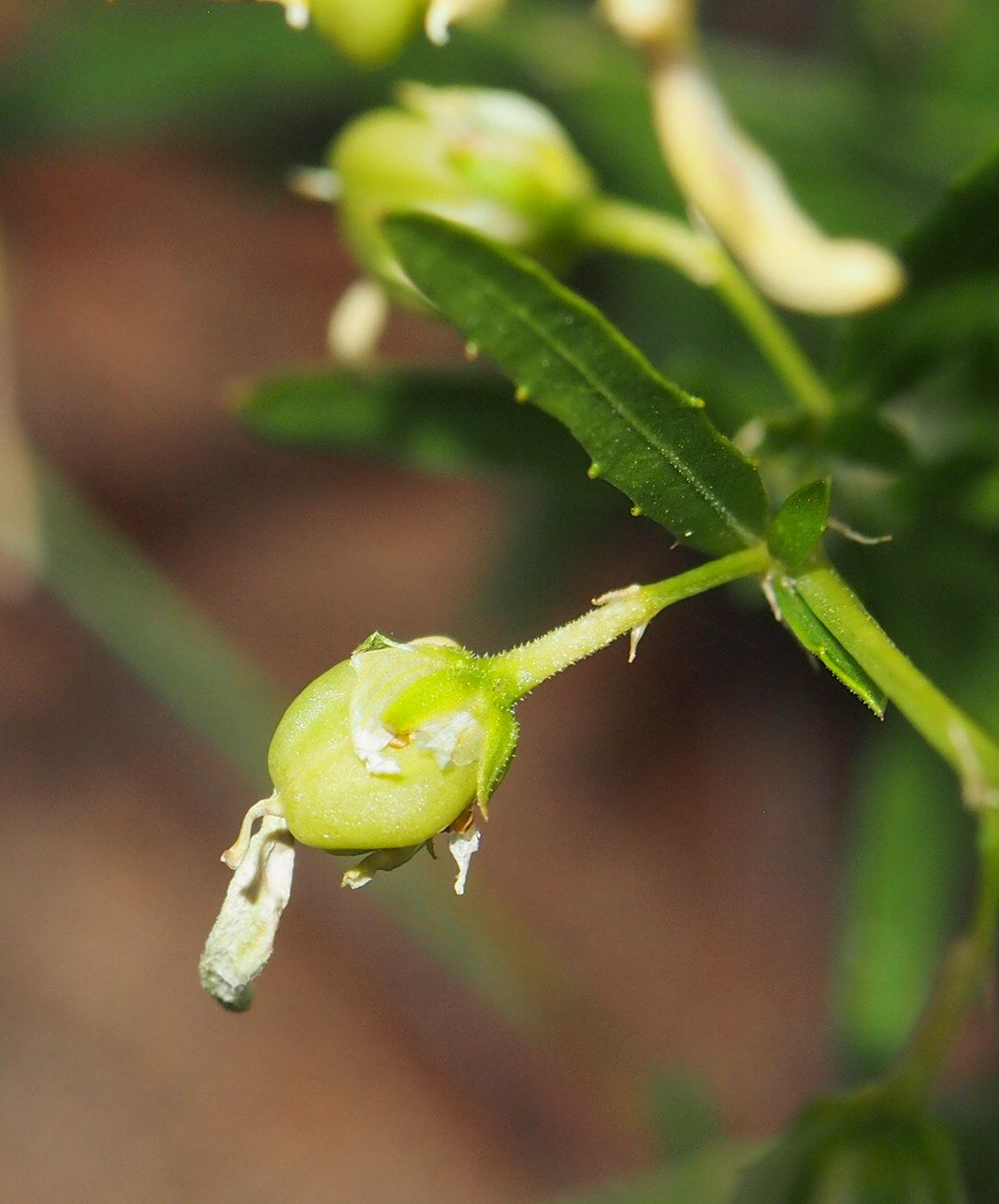
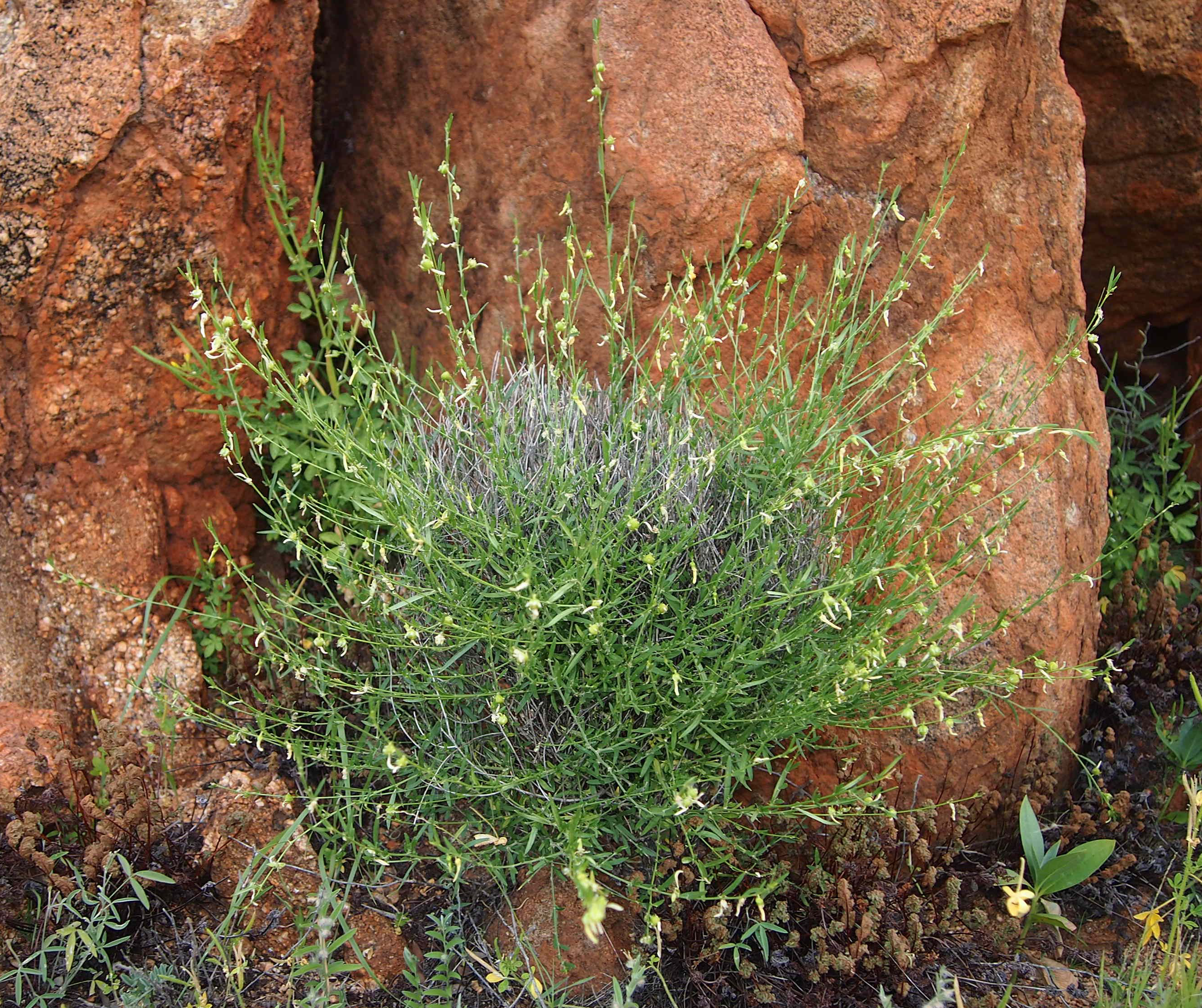
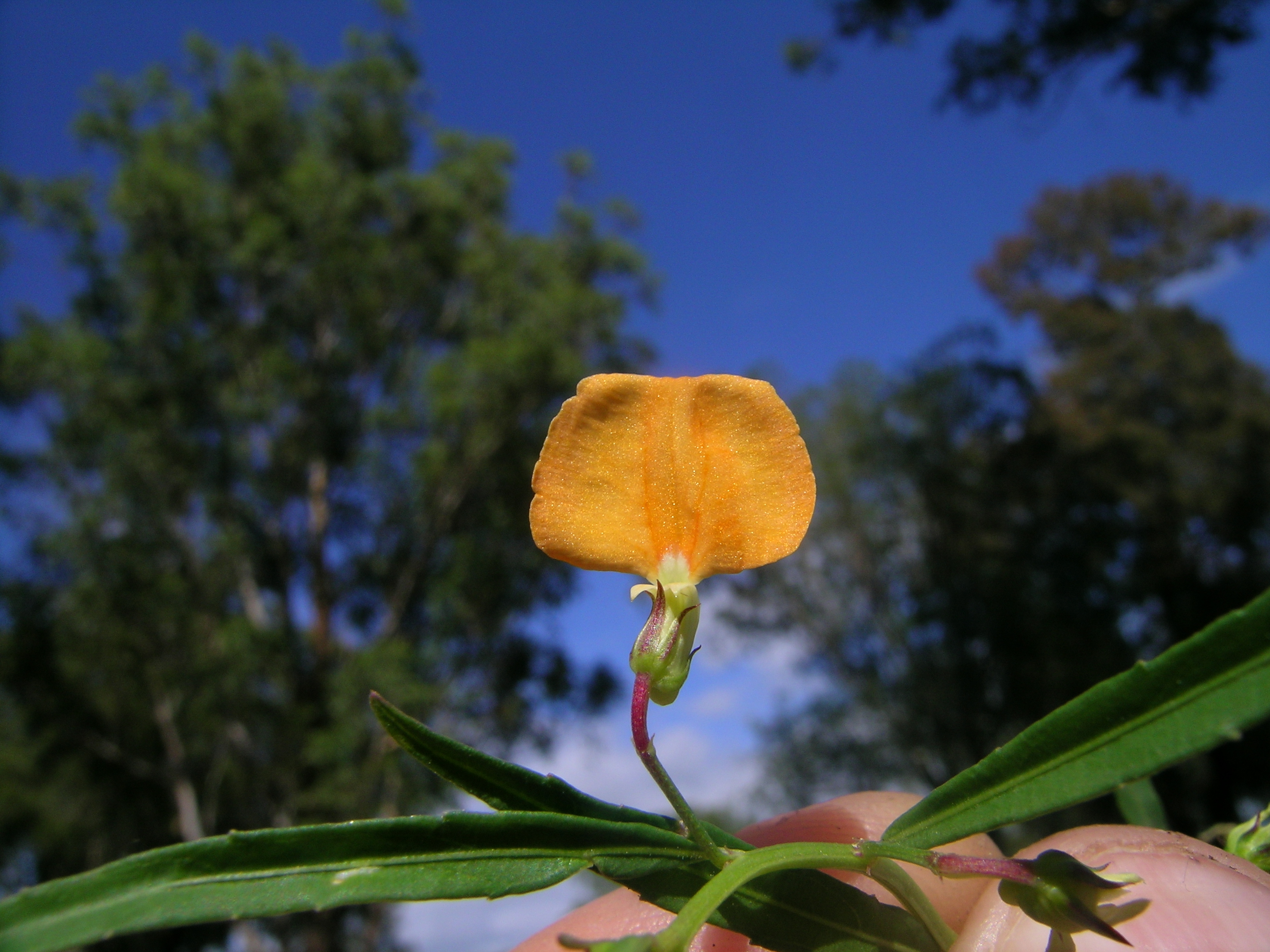
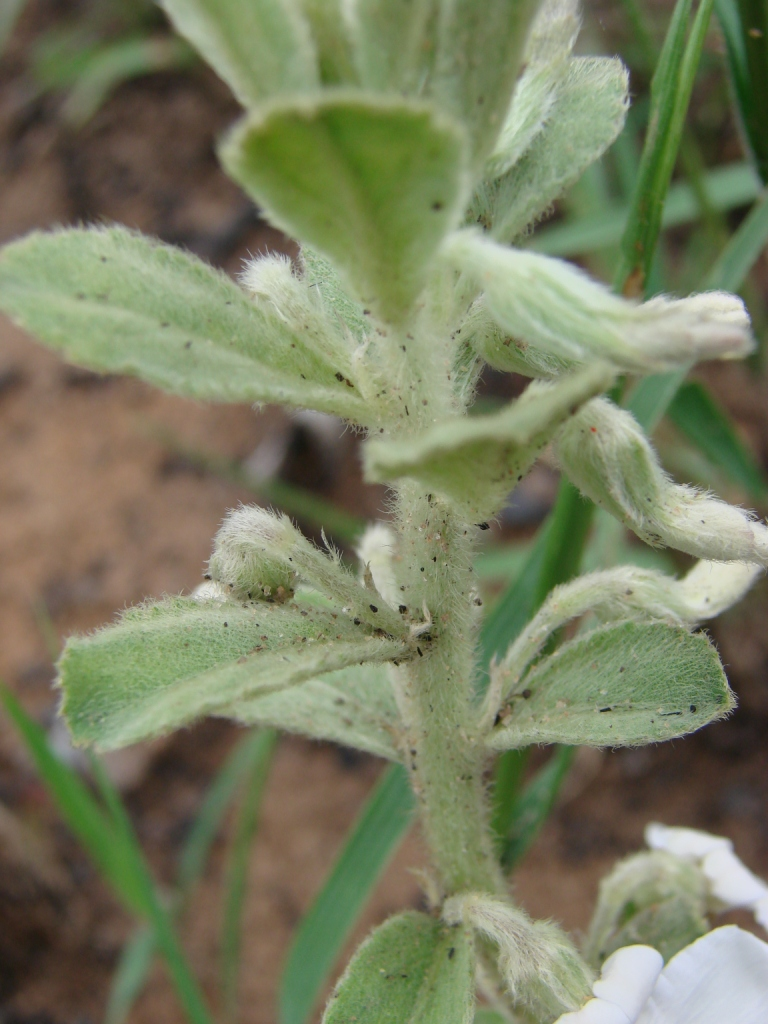

## Dottertaxa tillHybanthus, i alfabetisk ordning[1]
- Hybanthus albus
- Hybanthus arenarius
- Hybanthus atropurpureus
- Hybanthus attenuatus
- Hybanthus aurantiacus
- Hybanthus austrocaledonicus
- Hybanthus balbisii
- Hybanthus biacuminatus
- Hybanthus bicolor
- Hybanthus bigibbosus
- Hybanthus botterii
- Hybanthus brevicaulis
- Hybanthus brevis
- Hybanthus buxifolius
- Hybanthus calceolaria
- Hybanthus caledonicus
- Hybanthus calycinus
- Hybanthus capensis
- Hybanthus chiapensis
- Hybanthus communis
- Hybanthus concolor
- Hybanthus cymulosus
- Hybanthus danguyanus
- Hybanthus debilissimus
- Hybanthus decaryanus
- Hybanthus densifolius
- Hybanthus denticulatus
- Hybanthus domingensis
- Hybanthus durus
- Hybanthus elatus
- Hybanthus enneaspermus
- Hybanthus epacroides
- Hybanthus fasciculatus
- Hybanthus floribundus
- Hybanthus galeottii
- Hybanthus glaucus
- Hybanthus gracilis
- Hybanthus graminifolius
- Hybanthus guanacastensis
- Hybanthus hasslerianus
- Hybanthus havanensis
- Hybanthus hespericlivus
- Hybanthus heterosepalus
- Hybanthus hieronymi
- Hybanthus hirsutus
- Hybanthus ilicifolius
- Hybanthus jefensis
- Hybanthus lanatus
- Hybanthus lehmannii
- Hybanthus leptopus
- Hybanthus leucopogon
- Hybanthus linearifolius
- Hybanthus lineatus
- Hybanthus lobelioides
- Hybanthus longipes
- Hybanthus longistylus
- Hybanthus marcucuii
- Hybanthus melchiorianus
- Hybanthus mexicanus
- Hybanthus micranthus
- Hybanthus monopetalus
- Hybanthus mossamedensis
- Hybanthus nanus
- Hybanthus oppositifolius
- Hybanthus paraguariensis
- Hybanthus parviflorus
- Hybanthus peninsularis
- Hybanthus pennellii
- Hybanthus phyllanthoides
- Hybanthus poaya
- Hybanthus potosinus
- Hybanthus proctorii
- Hybanthus procumbens
- Hybanthus prunifolius
- Hybanthus puberulus
- Hybanthus pumilio
- Hybanthus purpusii
- Hybanthus racemiferus
- Hybanthus ramosissimus
- Hybanthus rivalis
- Hybanthus rosei
- Hybanthus salacioides
- Hybanthus serratus
- Hybanthus serrulatus
- Hybanthus setigerus
- Hybanthus sprucei
- Hybanthus strigoides
- Hybanthus sylvicola
- Hybanthus thiemei
- Hybanthus travancoricus
- Hybanthus urbanianus
- Hybanthus vatsavayae
- Hybanthus velutinus
- Hybanthus verbenaceus
- Hybanthus vernonii
- Hybanthus verrucosus
- Hybanthus verticillatus
- Hybanthus volubilis
- Hybanthus wrightii
- Hybanthus yucatanensis